# مهدي العزاوي
الحافظ مهدي العزاوي، هو أحد أبرز أعلام القراء في تلاوة القرآن الكريم في العراق.

## الولادة والنشأة
ولد الحافظ مهدي بن فزع بن عبد الله العزاوي سنة 1894م – 1312هـ في مدينة شهربان – قضاء المقدادية حاليا والتي هي أحد أقضية محافظة ديالى العراقية ، وقد هاجرت عائلته، وهو لايزال صغيرا، وكان عمره لا يتجاوز السبع سنوات إلى بغداد وسكنت حي الفضل ثم انتقلت إلى الأعظمية.

فقد بصره وهو طفل فعاش حياته كفيفا لكن عوضه الله سمعا مرهفا واذنا موسيقية وصوتا رخيما يقطر رقة وعذوبة وحافظة قوية وذكاء مميزا أعانته جميعا على حفظ القرآن وتلاوته بصوته العذب المؤثر.

## تعليمه
ذهب إلى الكتاب لتعلم القرآن الكريم فمكنه الله من حفظ كتابه العزيز وأصبح في ظرف سنوات قليلة يشرف على تعليم الأولاد القرآن الكريم ، وقد تنقل  بين مجموعة من شيوخ التلاوات والقراء فكان من شيوخه الملا أحمد المعظماوي (أي الاعظمي) فأخذ منه أصول التلاوة وتأثر بإمكانياته في الانتقالات النغمية التي كان مشهوراً بها. وكذلك تعلم التلاوة من الملا جاسم البغدادي الضرير من جانب الكرخ (المتوفى عام 1365 هـ) ، وقد أتقن فنون القراءات وأصول التجويد على الملا علي الفضلي الخطاط الفقيه، ثم انتقل إلى الشيخ عبد المحسن الطائي والد الشيخ كمال الدين الطائي وواصل قراءته عليه.
ثم قرأ على الحافظ عثمان الموصلي ولما يزل يافعا في عام 1904م فحفظ المناقب النبوية وأخذ عنه الألحان والتنزيلات النغمية في تلاوة المنقبة النبوية وأتقن أداء المقامات وتسلسل الأنغام ، وقد برع في المقام العراقي وتلقى المقامات من أفواه المشاهير من رواد المقام العراقي آنذاك في بغداد.

## أعماله
تنوع نتاجه بين المقامات العراقية والمناقب النبوية وتلاوات القرآن الكريم واستمر على ذلك ردحا من الزمن لكنه بعد مدة قرر ترك الغناء والمقام والانصراف إلى المناقب النبوية وتلاوة القرآن الكريم والاقتصار عليها.
ويكاد أن يكون هذا الرجل بمثابة موسوعة من خلال المامه الواسع بانغام المقامات العراقية وطرق ادائها وبابتكاراته في التجويد والتلاوة المعطرة. واليه تعود رئاسة الاذكار والموالد النبوية وتلاوة القران الكريم.

### المقامات العراقية
سجلت له شركات التسجيل في بغداد مجموعة من الألوان الغنائية فسجل مقام المخالف والخنبات والصبا وسجل أيضا بعض الابوذيات والموشحات والأغاني مثل أغنية (ليت أمي لم تلدني) و (ليش ما تفهم) و (يا اسمر اللون) واشتهر بها.
في سنة 1936 كان مع الأوائل الذين دخلوا دار الإذاعة العراقية عند افتتاحها وسجل عددا من المقامات لكنه لم يستمر في الغناء والمقامات، وقد أخذ عنه يوسف عمر بعض الانتقالات النغمية وكان يقلده تقليداً واضحاً.

### المناقب النبوية
كان من أحد الشواغيل البارزين (وهم الجوقة التي ترافق القارئ) في فرقة الملا عثمان الموصلي الذي تعلم على يديه تلاوة المناقب النبوية ، كما سجل عدداً من المناقب لعل أبرزها التي أقامها في قاعة الملك فيصل الأول مع الأستاذ محمد القبانجي بمناسبة حفل ختان اولاد الزعيم نور الدين محمود سنة 1948.
رافق الأستاذ محمد القبانجي كثيرا في تلاوة المناقب النبوية.
وان أبرز من شاركه في اشغال المواليد النبوية هو أحمد شعبان، وكان الحافظ مهدي يكِل إليه كل الأشغال الداخلة في المواليد النبوية. وعند وفاة أحمد شعبان لم ينس له الحافظ فضله فأقام له حفلاً تأبينياً شاركه فيه الأستاذ محمد القبانجي.
وشارك في أحياء المناقب النبوية في الاذاعة العراقية في المناسبات الإسلامية.

### القرآن الكريم
كان أحد حفاظ القرآن الكريم المعدودين في بغداد آنذاك وكانت تلاواته جميعها من حفظه.
للحافظ مهدي صوت ندي مؤثر يفيض جمالاً وخشوعا على سامعيه، ويتميز بأسلوب خاص به في التلاوة ينفرد به عن غيره من القراء لكنه محتفظ بالنهج البغدادي ونكهته الأصيلة.
كان يطل على محبي تلاواته من دار الإذاعة العراقية منذ تأسيسها عام 1936 وحتى وفاته، وبهذا تمتلك دار الإذاعة العراقية ارثا من تلاواته التي سجلها فيها على طول مدة قراءته فيها. وكان يسعد المتأثرين به بتلاواته الحية عندما كان يقرأ القرآن الكريم على الملأ أيام الجمع والأعياد في جامع الإمام الأعظم ولايزال يحتفظ له بارشيف آخر خاص مسجل من تلاواته للقران الكريم في المحافل والمساجد العراقية.
وقد أخذ مجموعة من القراء العراقيين البارزين أصول التلاوة البغدادية من الحافظ مهدي وتتلمذوا على يده في مقدمتهم الحافظ صلاح الدين وملا بدر الدين الاعظمي والسيد عبد المنعم السيد علي وغيرهم. 
ولم يقتصر المعجبون والمتأثرون بتلاوته على العراقيين فامتدت إلى أقطاب القراءة المصرية فقد أشاد به الشيخ عبد الفتاح الشعشاعي وكذلك الشيخ أبو العينين شعيشع عندما زارا العراق في عام 1954 وسمعا تلاوات القران الكريم من الحافظ مهدي وبعض القراء آنذاك ودهشا من أدائهم في تلاوة القران الكريم وانتقالاتهم بالأنغام لعدم اطلاع القراء المصريين على بعض المقامات مثل الجبوري والطاهر والميلاوي والبهرزاوي والمخالف والإبراهيمي وحتى بعض الأنغام والأطوار الريفية العراقية مثل الحياوي والعياش والصبي وغيرها.

## أسرته
تزوج الحافظ مهدي ولهُ ثلاث بنات وابن واحد هو صلاح الحافظ مهدي، ومن أحفادهِ:
- المهندس فارس صلاح الحافظ مهدي.
- الدكتور عمر صلاح الحافظ مهدي.

## وفاته
أنهى مسيرة حياته الحافلة بسفره إلى مكة المكرمة عام 1958 لأداء فريضة الحج، ثم توفى في عام 1959 ويعتبر أحد أعلام تلاوة القرآن على الطريقة البغدادية عن عمر ناهز 65 عاما. وشيع بموكب كبير من داره في شارع الضباط بمنطقة الأعظمية وصلي عليه صلاة الجنازة في جامع الإمام الأعظم ودفن في مقبرة الخيزران في الأعظمية ببغداد بجوار قبر الحاج نعمان الأعظمي.